# Chiesa di Sant'Andrea Apostolo (Montemassi)
La chiesa di Sant'Andrea Apostolo è un edificio sacro situato a Montemassi, nel comune di Roccastrada.

## Storia
L'edificio, molto alterato da varie ristrutturazioni, probabilmente corrisponde all'antica chiesa castellana menzionata fin dal 1076. Ricevette il titolo di pieve all'inizio del XIV secolo e nel 1322 fu integralmente ricostruita. Subì quindi ulteriori interventi quali l'aggiunta del coro e, nella seconda metà del XVIII secolo, quella del campanile. Tra il 1839 e il 1845 fu effettuata una nuova radicale ristrutturazione. Negli anni trenta del XX secolo la facciata è stata pesantemente rimaneggiata.

## Descrizione

### Interno
Nell'interno, corredato di altari tardo barocchi, sono conservate la Madonna con il Bambino, di un artista della cerchia di Matteo di Giovanni, forse Guidoccio Cozzarelli (ultimo decennio del XV secolo), e l'Annunciazione (fine XVI secolo).